# Eleições parlamentares europeias de 2009
As eleições parlamentares europeias de 2009 foram realizadas entre 4 e 7 de junho nos 27 Estados-Membros do bloco. Mais de 375 milhões de cidadãos europeus são chamados às urnas para escolher os respectivos representantes no Parlamento Europeu nos próximos cinco anos.

## Por país
Segue uma lista com os dias das eleições, por estado membro da União Europeia.
| Estado membro | Data           |           |                |            | Estado membro | Data |  |  |  | Estado membro | Data |
| Alemanha      | 7 de junho     | Chéquia   | 5 e 6 de junho | Eslováquia | 6 de junho    |      |  |  |  |               |      |
| França        | 7 de junho     | Grécia    | 7 de junho     | Irlanda    | 5 de junho    |      |  |  |  |               |      |
| Itália        | 6 e 7 de junho | Hungria   | 7 de junho     | Lituânia   | 7 de junho    |      |  |  |  |               |      |
| Reino Unido   | 4 de junho     | Portugal  | 7 de junho     | Letônia    | 6 de junho    |      |  |  |  |               |      |
| Espanha       | 7 de junho     | Suécia    | 7 de junho     | Eslovênia  | 7 de junho    |      |  |  |  |               |      |
| Polónia       | 7 de junho     | Áustria   | 7 de junho     | Chipre     | 6 de junho    |      |  |  |  |               |      |
| Roménia       | 7 de junho     | Bulgária  | 7 de junho     | Estónia    | 7 de junho    |      |  |  |  |               |      |
| Países Baixos | 4 de junho     | Finlândia | 7 de junho     | Luxemburgo | 7 de junho    |      |  |  |  |               |      |
| Bélgica       | 7 de junho     | Dinamarca | 7 de junho     | Malta      | 6 de junho    |      |  |  |  |               |      |

## Grupos e partidos políticos
Os deputados ao Parlamento Europeu estão agrupados por famílias ou grupos políticos, e não pela respectiva nacionalidade. Existem 7 grupos políticos representados no Parlamento Europeu:
- Grupo do Partido Popular Europeu (Democratas-Cristãos) e dos Democratas Europeus
- Grupo Socialista no Parlamento Europeu
- Grupo da Aliança dos Democratas e Liberais pela Europa
- Grupo União para a Europa das Nações
- Grupo dos Verdes/Aliança Livre Europeia
- Grupo Confederal da Esquerda Unitária Europeia/Esquerda Nórdica Verde
- Grupo Independência/Democracia

Como os partidos nacionais, em muitos dos casos, não têm a mesma denominação ao nível comunitário, esta organização facilita o agrupamento das ideologias políticas.

## Resultados
Os resultados foram os seguintes:
| GrupoPaís               | PPE-ED                                | PSE             | ADLE               | Verdes-EFA                       | GUE-NGL            | ID           | UEN         | Não inscritos       | Lugares   | %      | Afluência | Ref.                        |
| ----------------------- | ------------------------------------- | --------------- | ------------------ | -------------------------------- | ------------------ | ------------ | ----------- | ------------------- | --------- | ------ | --------- | --------------------------- |
| Alemanha (mais)         | 34 (CDU) 8 (CSU)                      | 23 (SPD)        | 12 (FDP)           | 14 (Grüne)                       | 8 (Linke)          |              |             |                     | 99        |        | 42.5%     | [ 4 ]                       |
| Áustria (mais)          | 6 (ÖVP)                               | 4 (SPÖ)         |                    | 2 (Grüne)                        |                    | 3 (Martin)   |             | 2 (FPÖ)             | 17        |        | 46.0%     | [ 5 ] [ 6 ]                 |
| Bélgica (mais)          | 3 (CD&V) 1 (N-VA) 1 (CDH) 1 (CSP-EVP) | 3 (PS) 2 (SP.A) | 3 (OpenVLD) 2 (MR) | 1 (Verdes!) 2 (Ecolo)            |                    |              |             | 2 (VB) 1 (LDD)      | 22        |        | 91%       | [ 7 ]                       |
| Bulgária (mais)         | 5 (GERB) 1 (SDS e DSB)                | 4 (BSP)         | 3 (DPS) 2 (NDSV)   |                                  |                    |              |             | 2 (Attack)          | 17        |        | 37.49%    | [ 8 ] [ 9 ]                 |
| Chipre (mais)           | 2 (DISY)                              | 1 (EDEK)        | 1 (DIKO)           |                                  | 2 (AKEL)           |              |             |                     | 6         |        | 58.88%    | [ 10 ] [ 11 ]               |
| Dinamarca (mais)        | 1 (C)                                 | 4 (A)           | 3 (V)              | 2 (F)                            | 1 (N)              |              | 2 (O)       |                     | 13        |        | 59.5%     | [ 12 ]                      |
| Eslováquia (mais)       | 2 (SDKÚ-DS) 2 (KDH) 2 (SMK)           | 5 (Smer-SD)     |                    |                                  |                    |              |             | 1 (SNS) 1 (LS-HZDS) | 13        |        | 19.63%    | [ 13 ] [ 14 ]               |
| Eslovênia (mais)        | 2 (SDS) 1 (NSi)                       | 2 (SD)          | 1 (LDS) 1 (Zares)  |                                  |                    |              |             |                     | 7         |        | 28.02%    | [ 15 ] [ 16 ]               |
| Espanha (mais)          | 23 (PP)                               | 21 (PSOE)       | 2 (CpE)            | 1 (EdP) 1 (ICV)                  | 1 (IU)             |              |             | 1 (UPyD)            | 50        |        | 46.00%    | [ 17 ] [ 18 ]               |
| Estónia (mais)          | 1 (IRL)                               | 1 (SDE)         | 1 (RE) 3 (KE)      |                                  |                    |              |             |                     | 6         |        | 43.2%     | [ 19 ] [ 20 ]               |
| Finlândia (mais)        | 3 (Kok.) 1 (KD)                       | 2 (SDP)         | 3 (Kesk.) 1 (SFP)  | 2 (Vihr.)                        |                    |              |             | 1 (PS)              | 13        |        | 40.3%     | [ 21 ]                      |
| França (mais)           | 30 (UMP)                              | 14 (PS)         | 6 (MoDem)          | 14 (E-É)                         | 4 (Left)           | 1 (Libertas) |             | 3 (FN)              | 72        |        | 40.48%    | [ 22 ] [ 23 ]               |
| Grécia (mais)           | 8 (ND)                                | 8 (PASOK)       |                    | 1 (Greens)                       | 2 (KKE) 1 (SYRIZA) | 2 (LAOS)     |             |                     | 22        |        | 52.18%    | [ 24 ]                      |
| Hungria (mais)          | 14 (Fidesz-MPP) 1 (MDF)               | 4 (MSZP)        |                    |                                  |                    |              |             | 3 (Jobbik)          | 22        |        | 36.28%    | [ 25 ] [ 26 ]               |
| Irlanda (mais)          | 2 (FG)                                | 1 (Lab)         |                    |                                  | 1 (SP)             |              |             |                     | 12        |        |           | [ 27 ] [ 28 ] [ 29 ] [ 30 ] |
| Itália (mais)           | 29 (PdL) 5 (UDC)                      | 21 (PD)         | 7 (IdV)            |                                  |                    |              | 8 (LN)      |                     | 72        |        | 66.5%     | [ 31 ]                      |
| Letônia (mais)          | 1 (JL)                                | 2 (PS)          | 1 (LPP/LC)         | 1 (PCTVL)                        |                    |              | 1 (TB/LNKK) | 2 (SC)              | 8         |        | 52.57%    | [ 32 ] [ 33 ]               |
| Lituânia (mais)         | 4 (TS-LKD)                            | 3 (LSDP)        | 1 (DP) 1 (LRLS)    |                                  |                    |              | 2 (TT)      | 1 (LLRA)            | 12        |        | 20.54%    | [ 34 ]                      |
| Luxemburgo (mais)       | 3 (CSV)                               | 1 (LSAP)        | 1 (DP)             | 1 (déi gréng)                    |                    |              |             |                     | 6         |        | 91%       | [ 35 ]                      |
| Malta (mais)            | 2 (PN)                                | 3 (PL)          |                    |                                  |                    |              |             |                     | 5         |        | 78.8%     | [ 36 ] [ 37 ]               |
| Países Baixos (mais)    | 5 (CDA)                               | 3 (PvdA)        | 3 (VVD) 3 (D66)    | 3 (GL)                           | 2 (SP)             | 2 (CU-SGP)   |             | 4 (PVV)             | 25        |        | 36.5%     | [ 38 ] [ 39 ] [ 40 ]        |
| Polónia (mais)          | 25 (PO) 3 (PSL)                       | 6 (SLD-UP)      |                    |                                  |                    |              | 16 (PiS)    |                     | 50        |        | 24.53%    | [ 41 ] [ 42 ]               |
| Portugal (mais)         | 8 (PSD) 2 (CDS-PP)                    | 7 (PS)          |                    |                                  | 3 (BE) 2 (CDU)     |              |             |                     | 22        |        | 36.48%    | [ 43 ]                      |
| Chéquia (mais)          | 2 (KDU–ČSL)                           | 7 (ČSSD)        |                    |                                  | 4 (KSČM)           |              |             | 9 (ODS)             | 22        |        | 28.22%    | [ 44 ] [ 45 ]               |
| Roménia (mais)          | 11 (PD-L) 3 (UDMR)                    | 10 (PSD-PC)     | 5 (PNL)            |                                  |                    |              |             | 5 (PRM)             | 33        |        | 27.21%    | [ 46 ]                      |
| Reino Unido (mais,mais) |                                       | 13 (Lab)        | 11 (Lib Dem)       | 2 (GPEW) 2 (SNP) 1 (Plaid Cymru) |                    | 13 (UKIP)    |             | 25 (Con) 2 (BNP)    | 72        |        | 34.27%    | [ 47 ]                      |
| Suécia (mais)           | 4 (M) 1 (KD)                          | 5 (S)           | 3 (FP) 1 (C)       | 2 (MP)                           | 1 (V)              |              |             | 1 (PP)              | 18        |        | 43.8%     | [ 48 ]                      |
| Total                   | 267 (-21)                             | 159 (-58)       | 81 (-19)           | 51 (+8)                          | 33 (-8)            | 20 (-2)      | 35 (-9)     | 90 (+60)            | 736 (-52) | 100.0% | 43.39%    | [ 49 ]                      |

## Partido vencedor por País
| País           | Partido | Partido                                           | Votos      | %            | Deputados |
| -------------- | ------- | ------------------------------------------------- | ---------- | ------------ | --------- |
| Alemanha       |         | União Democrata-Cristã                            | 8 071 391  | 30,7 / 100,0 | 34 / 99   |
| Áustria        |         | Partido Popular Austríaco                         | 858 921    | 30,0 / 100,0 | 6 / 17    |
| Bélgica        |         | Democratas-Cristãos e Flamengos                   | 948 123    | 14,4 / 100,0 | 3 / 22    |
| Bulgária       |         | Cidadãos pelo Desenvolvimento Europeu da Bulgária | 627 693    | 24,4 / 100,0 | 5 / 18    |
| Chipre         |         | Aliança Democrática                               | 109 209    | 35,7 / 100,0 | 2 / 6     |
| Croácia (2013) |         | União Democrática Croata                          | 243 654    | 32,9 / 100,0 | 6 / 12    |
| Dinamarca      |         | Partido Social-Democrata                          | 503 439    | 21,5 / 100,0 | 4 / 13    |
| Eslováquia     |         | Direção - Social-Democracia                       | 264 722    | 32,0 / 100,0 | 5 / 13    |
| Eslovênia      |         | Partido Democrático Esloveno                      | 123 369    | 26,7 / 100,0 | 2 / 7     |
| Espanha        |         | Partido Popular                                   | 6 670 377  | 42,1 / 100,0 | 24 / 54   |
| Estónia        |         | Partido do Centro Estónio                         | 103 506    | 26,1 / 100,0 | 2 / 6     |
| Finlândia      |         | Partido da Coligação Nacional                     | 386 416    | 23,2 / 100,0 | 3 / 13    |
| França         |         | União por um Movimento Popular                    | 4 799 908  | 27,9 / 100,0 | 29 / 72   |
| Grécia         |         | Movimento Socialista Pan-helénico                 | 1 878 859  | 36,6 / 100,0 | 8 / 22    |
| Hungria        |         | Fidesz - União Cívica Húngara                     | 1 632 309  | 56,4 / 100,0 | 14 / 22   |
| Irlanda        |         | Fine Gael                                         | 532 889    | 29,1 / 100,0 | 4 / 12    |
| Itália         |         | O Povo da Liberdade                               | 10 797 296 | 35,3 / 100,0 | 29 / 72   |
| Letônia        |         | União Cívica                                      | 192 537    | 24,3 / 100,0 | 2 / 8     |
| Lituânia       |         | União da Pátria - Democratas-Cristãos             | 147 756    | 26,2 / 100,0 | 4 / 12    |
| Luxemburgo     |         | Partido Popular Social Cristão                    | 353 094    | 31,4 / 100,0 | 3 / 6     |
| Malta          |         | Partido Trabalhista                               | 139 283    | 62,7 / 100,0 | 3 / 5     |
| Países Baixos  |         | Apelo Democrata-Cristão                           | 913 233    | 20,1 / 100,0 | 5 / 25    |
| Polónia        |         | Plataforma Cívica                                 | 3 271 852  | 44,4 / 100,0 | 25 / 50   |
| Portugal       |         | Partido Social Democrata                          | 1 131 744  | 31,7 / 100,0 | 8 / 22    |
| Reino Unido    |         | Partido Conservador                               | 4 198 394  | 27,7 / 100,0 | 25 / 72   |
| Chéquia        |         | Partido Democrático Cívico                        | 741 946    | 31,5 / 100,0 | 9 / 22    |
| Roménia        |         | Partido Social-Democrata                          | 1 504 218  | 31,1 / 100,0 | 11 / 33   |
| Suécia         |         | Partido Social-Democrata                          | 773 513    | 24,4 / 100,0 | 5 / 18    |

## Partidos por Grupos no Parlamento Europeu

### Grupo do Partido Popular Europeu (EPP)
| País           | Partido                                                 | Deputados | CI.  | Resultado    |
| -------------- | ------------------------------------------------------- | --------- | ---- | ------------ |
| Alemanha       | União Democrata-Cristã                                  | 34 / 99   | 1.º  | 30,7 / 100,0 |
| Alemanha       | União Social-Cristã                                     | 8 / 99    | 6.º  | 7,2 / 100,0  |
| Áustria        | Partido Popular Austríaco                               | 6 / 17    | 1.º  | 30,0 / 100,0 |
| Bélgica        | Democratas-Cristãos e Flamengos                         | 3 / 13    | 1.º  | 23,3 / 100,0 |
| Bélgica        | Centro Democrático Humanista                            | 1 / 8     | 4.º  | 13,3 / 100,0 |
| Bélgica        | Partido Social Cristão                                  | 1 / 1     | 1.º  | 32,3 / 100,0 |
| Bulgária       | Cidadãos pelo Desenvolvimento Europeu da Bulgária       | 5 / 17    | 1.º  | 24,4 / 100,0 |
| Bulgária       | Democratas por uma Bulgária Forte                       | 1 / 17    | 6.º  | 8,0 / 100,0  |
| Bulgária       | União das Forças Democráticas                           | 1 / 17    | 6.º  | 8,0 / 100,0  |
| Chipre         | Aliança Democrática                                     | 2 / 6     | 1.º  | 35,7 / 100,0 |
| Croácia (2013) | União Democrática Croata                                | 5 / 12    | 1.º  | 32,9 / 100,0 |
| Dinamarca      | Partido Popular Conservador                             | 1 / 13    | 5.º  | 12,7 / 100,0 |
| Eslováquia     | União Democrata-Cristã Eslovaca - Partido Democrático   | 2 / 13    | 2.º  | 17,0 / 100,0 |
| Eslováquia     | Partido da Coligação Húngara                            | 2 / 13    | 3.º  | 11,3 / 100,0 |
| Eslováquia     | Movimento Democrata Cristão                             | 2 / 13    | 4.º  | 10,9 / 100,0 |
| Eslovênia      | Partido Democrático Esloveno                            | 2 / 7     | 1.º  | 26,7 / 100,0 |
| Eslovênia      | Nova Eslovénia                                          | 1 / 7     | 3.º  | 16,6 / 100,0 |
| Espanha        | Partido Popular                                         | 24 / 54   | 1.º  | 42,1 / 100,0 |
| Espanha        | União Democrática da Catalunha                          | 1 / 54    | 3.º  | 5,1 / 100,0  |
| Estónia        | União Pro Patria e Res Publica                          | 1 / 6     | 4.º  | 12,2 / 100,0 |
| Finlândia      | Partido da Coligação Nacional                           | 3 / 13    | 1.º  | 23,2 / 100,0 |
| Finlândia      | Partido Democrata-Cristão                               | 1 / 13    | 7.º  | 4,2 / 100,0  |
| França         | União por um Movimento Popular                          | 26 / 72   | 1.º  | 27,9 / 100,0 |
| França         | Novo Centro                                             | 3 / 72    | 1.º  | 27,9 / 100,0 |
| Grécia         | Nova Democracia                                         | 8 / 22    | 2.º  | 32,3 / 100,0 |
| Hungria        | Fidesz - União Cívica Húngara                           | 14 / 22   | 1.º  | 56,4 / 100,0 |
| Irlanda        | Fine Gael                                               | 4 / 12    | 1.º  | 29,1 / 100,0 |
| Itália         | O Povo da Liberdade                                     | 29 / 72   | 1.º  | 35,3 / 100,0 |
| Itália         | União dos Democratas-Cristãos e de Centro               | 5 / 72    | 5.º  | 6,5 / 100,0  |
| Itália         | Partido Popular Sul Tirolês                             | 1 / 72    | 13.º | 0,5 / 100,0  |
| Letônia        | União Cívica (Letónia)                                  | 2 / 8     | 1.º  | 24,3 / 100,0 |
| Letônia        | Partido da Nova Era                                     | 1 / 8     | 6.º  | 6,7 / 100,0  |
| Lituânia       | União da Pátria - Democratas-Cristãos                   | 4 / 12    | 1.º  | 26,2 / 100,0 |
| Luxemburgo     | Partido Popular Social Cristão                          | 3 / 6     | 1.º  | 31,4 / 100,0 |
| Malta          | Partido Nacionalista                                    | 2 / 5     | 2.º  | 37,3 / 100,0 |
| Países Baixos  | Apelo Democrata-Cristão                                 | 5 / 25    | 1.º  | 20,1 / 100,0 |
| Polónia        | Plataforma Cívica                                       | 25 / 50   | 1.º  | 44,4 / 100,0 |
| Polónia        | Partido Popular da Polónia                              | 3 / 50    | 4.º  | 7,0 / 100,0  |
| Portugal       | Partido Social Democrata                                | 8 / 22    | 1.º  | 31,7 / 100,0 |
| Portugal       | Partido Popular                                         | 2 / 22    | 5.º  | 8,4 / 100,0  |
| Chéquia        | União Cristã e Democrata - Partido Popular Checoslovaco | 2 / 22    | 4.º  | 7,6 / 100,0  |
| Roménia        | Partido Democrata Liberal                               | 10 / 33   | 2.º  | 29,7 / 100,0 |
| Roménia        | União Democrática dos Húngaros na Roménia               | 3 / 33    | 4.º  | 8,9 / 100,0  |
| Roménia        | Elena Băsescu (Independente)                            | 1 / 33    | 6.º  | 4,2 / 100,0  |
| Suécia         | Partido Moderado                                        | 4 / 18    | 2.º  | 18,8 / 100,0 |
| Suécia         | Democratas Cristãos                                     | 1 / 18    | 8.º  | 4,7 / 100,0  |

### Grupo da Aliança Progressista dos Socialistas e Democratas (SD)
| País           | Partido                                   | Deputados | CI. | Resultado    |
| -------------- | ----------------------------------------- | --------- | --- | ------------ |
| Alemanha       | Partido Social-Democrata                  | 23 / 99   | 2.º | 20,8 / 100,0 |
| Áustria        | Partido Social-Democrata                  | 4 / 17    | 2.º | 23,7 / 100,0 |
| Bélgica        | Partido Socialista - Diferente            | 2 / 13    | 4.º | 13,2 / 100,0 |
| Bélgica        | Partido Socialista                        | 3 / 8     | 1.º | 29,1 / 100,0 |
| Bulgária       | Partido Socialista Búlgaro                | 4 / 17    | 2.º | 18,5 / 100,0 |
| Chipre         | Partido Democrata                         | 1 / 6     | 3.º | 12,3 / 100,0 |
| Chipre         | Movimento pela Social-Democracia          | 1 / 6     | 4.º | 9,9 / 100,0  |
| Croácia (2013) | Partido Social-Democrata                  | 5 / 12    | 2.º | 32,1 / 100,0 |
| Dinamarca      | Partido Social-Democrata                  | 4 / 13    | 1.º | 21,5 / 100,0 |
| Eslováquia     | Direção - Social-Democracia               | 5 / 13    | 1.º | 32,0 / 100,0 |
| Eslovênia      | Social-Democratas                         | 2 / 7     | 2.º | 18,4 / 100,0 |
| Espanha        | Partido Socialista Operário Espanhol      | 23 / 54   | 2.º | 38,8 / 100,0 |
| Estónia        | Partido Social-Democrata                  | 1 / 6     | 5.º | 8,7 / 100,0  |
| Finlândia      | Partido Social-Democrata                  | 2 / 13    | 3.º | 17,5 / 100,0 |
| França         | Partido Socialista                        | 14 / 72   | 2.º | 16,5 / 100,0 |
| Grécia         | Movimento Socialista Pan-helénico         | 8 / 22    | 1.º | 36,6 / 100,0 |
| Hungria        | Partido Socialista Húngaro                | 4 / 22    | 2.º | 17,4 / 100,0 |
| Irlanda        | Partido Trabalhista                       | 3 / 12    | 3.º | 13,9 / 100,0 |
| Itália         | Partido Democrático                       | 21 / 72   | 2.º | 26,1 / 100,0 |
| Letônia        | Partido Social-Democrata "Harmonia"       | 1 / 8     | 2.º | 19,6 / 100,0 |
| Lituânia       | Partido Social Democrata                  | 3 / 12    | 2.º | 18,1 / 100,0 |
| Luxemburgo     | Partido Operário Socialista do Luxemburgo | 1 / 6     | 2.º | 19,5 / 100,0 |
| Malta          | Partido Trabalhista                       | 3 / 5     | 1.º | 62,7 / 100,0 |
| Países Baixos  | Partido do Trabalho                       | 3 / 25    | 3.º | 12,1 / 100,0 |
| Polónia        | Aliança da Esquerda Democrática           | 6 / 50    | 3.º | 12,3 / 100,0 |
| Polónia        | União do Trabalho                         | 1 / 50    | 3.º | 12,3 / 100,0 |
| Portugal       | Partido Socialista                        | 7 / 22    | 2.º | 26,5 / 100,0 |
| Reino Unido    | Partido Trabalhista                       | 13 / 69   | 3.º | 15,7 / 100,0 |
| Chéquia        | Partido Social-Democrata                  | 7 / 22    | 2.º | 22,4 / 100,0 |
| Roménia        | Partido Social-Democrata                  | 11 / 33   | 1.º | 31,1 / 100,0 |
| Suécia         | Partido Social Democrata                  | 5 / 18    | 1.º | 24,4 / 100,0 |

### Grupo da Aliança dos Liberais e Democratas pela Europa (ALDE)
| País          | Partido                                                    | Deputados | CI. | Resultado    |
| ------------- | ---------------------------------------------------------- | --------- | --- | ------------ |
| Alemanha      | Partido Democrático Liberal                                | 12 / 99   | 4.º | 11,0 / 100,0 |
| Bélgica       | Liberais e Democratas Flamengos                            | 3 / 13    | 2.º | 20,6 / 100,0 |
| Bélgica       | Movimento Reformador                                       | 2 / 8     | 2.º | 26,1 / 100,0 |
| Bulgária      | Movimento pelos Direitos e Liberdades                      | 3 / 17    | 3.º | 14,1 / 100,0 |
| Bulgária      | Movimento Nacional pela Estabilidade e pelo Progresso      | 2 / 17    | 5.º | 8,0 / 100,0  |
| Dinamarca     | Venstre-Partido Liberal da Dinamarca                       | 3 / 13    | 2.º | 20,2 / 100,0 |
| Eslováquia    | Partido Popular – Movimento por uma Eslováquia Democrática | 1 / 13    | 5.º | 9,0 / 100,0  |
| Eslovênia     | Democracia Liberal da Eslovénia                            | 1 / 7     | 4.º | 11,5 / 100,0 |
| Eslovênia     | Zares - Social-Liberais                                    | 1 / 7     | 5.º | 9,8 / 100,0  |
| Espanha       | Convergência Democrática da Catalunha                      | 1 / 54    | 3.º | 5,1 / 100,0  |
| Espanha       | Partido Nacionalista Basco                                 | 1 / 54    | 3.º | 5,1 / 100,0  |
| Estónia       | Partido do Centro Estónio                                  | 2 / 6     | 1.º | 26,1 / 100,0 |
| Estónia       | Partido Reformista Estónio                                 | 1 / 6     | 3.º | 15,3 / 100,0 |
| Finlândia     | Partido do Centro                                          | 3 / 13    | 2.º | 19,0 / 100,0 |
| Finlândia     | Partido Popular Sueco da Finlândia                         | 1 / 13    | 6.º | 6,1 / 100,0  |
| França        | Movimento Democrático                                      | 6 / 72    | 4.º | 8,5 / 100,0  |
| Irlanda       | Fianna Fáil                                                | 3 / 12    | 2.º | 24,1 / 100,0 |
| Irlanda       | Marian Harkin (Independente)                               | 1 / 12    |     |              |
| Itália        | Itália de Valores                                          | 7 / 72    | 4.º | 8,0 / 100,0  |
| Letônia       | Primeiro Partido da Letónia/Via Letã                       | 1 / 8     | 4.º | 7,5 / 100,0  |
| Lituânia      | Partido Trabalhista                                        | 1 / 12    | 4.º | 8,6 / 100,0  |
| Lituânia      | Movimento Liberal da República da Lituânia                 | 1 / 12    | 6.º | 7,2 / 100,0  |
| Luxemburgo    | Partido Democrata                                          | 1 / 6     | 3.º | 18,7 / 100,0 |
| Países Baixos | Partido Popular para a Liberdade e Democracia              | 3 / 25    | 4.º | 11,4 / 100,0 |
| Países Baixos | Democratas 66                                              | 3 / 25    | 5.º | 11,3 / 100,0 |
| Reino Unido   | Liberal Democratas                                         | 11 / 69   | 4.º | 13,7 / 100,0 |
| Roménia       | Partido Nacional Liberal                                   | 5 / 33    | 3.º | 14,5 / 100,0 |
| Suécia        | Partido Popular Liberal                                    | 3 / 18    | 3.º | 13,6 / 100,0 |
| Suécia        | Partido do Centro                                          | 1 / 18    | 7.º | 5,5 / 100,0  |

### Grupo dos Verdes/Aliança Livre Europeia (G-EFA)
| País          | Partido                                        | Deputados | CI.  | Resultado    |
| ------------- | ---------------------------------------------- | --------- | ---- | ------------ |
| Alemanha      | Aliança 90/Os Verdes                           | 14 / 99   | 3.º  | 12,1 / 100,0 |
| Áustria       | Os Verdes - Alternativa Verde                  | 2 / 17    | 5.º  | 9,9 / 100,0  |
| Bélgica       | Nova Aliança Flamenga                          | 1 / 13    | 5.º  | 9,9 / 100,0  |
| Bélgica       | Groen                                          | 1 / 13    | 6.º  | 7,9 / 100,0  |
| Bélgica       | Ecolo                                          | 2 / 8     | 3.º  | 22,9 / 100,0 |
| Dinamarca     | Partido Popular Socialista                     | 2 / 13    | 3.º  | 15,9 / 100,0 |
| Espanha       | Iniciativa pela Catalunha Verdes               | 1 / 54    | 4.º  | 3,7 / 100,0  |
| Espanha       | Esquerda Republicana da Catalunha              | 1 / 54    | 6.º  | 2,5 / 100,0  |
| Estónia       | Indrek Tarand (Independente)                   | 1 / 6     | 2.º  | 25,8 / 100,0 |
| Finlândia     | Aliança dos Verdes                             | 2 / 13    | 4.º  | 12,4 / 100,0 |
| França        | Europa Ecologia - Os Verdes                    | 14 / 72   | 3.º  | 16,3 / 100,0 |
| Grécia        | Verdes Ecologistas                             | 1 / 22    | 6.º  | 3,5 / 100,0  |
| Letônia       | Pelos Direitos Humanos na Letónia Unida        | 1 / 8     | 3.º  | 9,7 / 100,0  |
| Luxemburgo    | Os Verdes                                      | 1 / 6     | 4.º  | 16,8 / 100,0 |
| Países Baixos | Esquerda Verde                                 | 3 / 25    | 6.º  | 8,9 / 100,0  |
| Reino Unido   | Partido Verde da Inglaterra e do País de Gales | 2 / 69    | 5.º  | 8,1 / 100,0  |
| Reino Unido   | Partido Nacional Escocês                       | 2 / 69    | 7.º  | 2,1 / 100,0  |
| Reino Unido   | Plaid Cymru                                    | 1 / 69    | 12.º | 0,8 / 100,0  |
| Suécia        | Partido Verde                                  | 2 / 18    | 4.º  | 11,0 / 100,0 |
| Suécia        | Partido Pirata                                 | 1 / 18    | 5.º  | 7,1 / 100,0  |

### Grupo dos Reformistas e Conservadores Europeus (ECR)
| País           | Partido                                        | Deputados | CI.               | Resultado         |
| -------------- | ---------------------------------------------- | --------- | ----------------- | ----------------- |
| Bélgica        | Lista Dedecker                                 | 1 / 13    | 7.º               | 7,3 / 100,0       |
| Croácia (2013) | Partido Croata dos Direitos Dr. Ante Starčević | 1 / 12    | nas listas da HDZ | nas listas da HDZ |
| Hungria        | Fórum Democrático Húngaro                      | 1 / 22    | 4.º               | 5,3 / 100,0       |
| Letônia        | Pela Pátria e Liberdade/LNNK                   | 1 / 8     | 5.º               | 7,5 / 100,0       |
| Lituânia       | Acção Eleitoral dos Polacos na Lituânia        | 1 / 12    | 5.º               | 8,2 / 100,0       |
| Países Baixos  | União Cristã                                   | 1 / 25    | 8.º               | 6,8 / 100,0       |
| Polónia        | Lei e Justiça                                  | 15 / 50   | 2.º               | 27,4 / 100,0      |
| Reino Unido    | Partido Conservador                            | 24 / 69   | 1.º               | 27,7 / 100,0      |
| Reino Unido    | Partido Unionista do Ulster                    | 1 / 3     | 3.º               | 17,0 / 100,0      |
| Chéquia        | Partido Democrático Cívico                     | 9 / 22    | 1.º               | 31,5 / 100,0      |

### Grupo da Esquerda Unitária Europeia/Esquerda Nórdica Verde (GUE/NGL)
| País           | Partido                                    | Deputados | CI. | Resultado    |
| -------------- | ------------------------------------------ | --------- | --- | ------------ |
| Alemanha       | A Esquerda                                 | 8 / 99    | 5.º | 7,5 / 100,0  |
| Chipre         | Partido Progressista do Povo Trabalhador   | 2 / 6     | 2.º | 34,9 / 100,0 |
| Croácia (2013) | Partido do Trabalho - Trabalhistas Croatas | 1 / 12    | 3.º | 5,8 / 100,0  |
| Dinamarca      | Movimento Popular contra a UE              | 1 / 13    | 6.º | 7,2 / 100,0  |
| Espanha        | Esquerda Unida                             | 1 / 54    | 4.º | 3,7 / 100,0  |
| França         | Partido Comunista Francês                  | 3 / 72    | 5.º | 6,5 / 100,0  |
| França         | Partido de Esquerda                        | 1 / 72    | 5.º | 6,5 / 100,0  |
| França         | Partido Comunista de Reunião               | 1 / 72    | 5.º | 6,5 / 100,0  |
| Grécia         | Partido Comunista da Grécia                | 2 / 22    | 3.º | 8,4 / 100,0  |
| Grécia         | SYRIZA                                     | 1 / 22    | 5.º | 4,7 / 100,0  |
| Irlanda        | Partido Socialista                         | 1 / 12    | 6.º | 2,7 / 100,0  |
| Letônia        | Partido Socialista                         | 1 / 8     | 2.º | 19,6 / 100,0 |
| Países Baixos  | Partido Socialista                         | 2 / 25    | 7.º | 7,1 / 100,0  |
| Portugal       | Bloco de Esquerda                          | 3 / 22    | 3.º | 10,7 / 100,0 |
| Portugal       | Partido Comunista Português                | 2 / 22    | 4.º | 10,6 / 100,0 |
| Reino Unido    | Sinn Féin                                  | 1 / 3     | 1.º | 25,8 / 100,0 |
| Chéquia        | Partido Comunista da Boêmia e Morávia      | 4 / 22    | 3.º | 14,2 / 100,0 |
| Suécia         | Partido da Esquerda                        | 1 / 18    | 6.º | 5,7 / 100,0  |

### Grupo da Europa da Liberdade e Democracia (EFD)
| País          | Partido                                 | Deputados | CI. | Resultado    |
| ------------- | --------------------------------------- | --------- | --- | ------------ |
| Dinamarca     | Partido Popular Dinamarquês             | 2 / 13    | 4.º | 15,3 / 100,0 |
| Eslováquia    | Partido Nacional Eslovaco               | 1 / 13    | 6.º | 5,6 / 100,0  |
| Finlândia     | Partido dos Verdadeiros Finlandeses     | 1 / 13    | 5.º | 9,8 / 100,0  |
| França        | Movimento pela França                   | 1 / 72    | 8.º | 4,8 / 100,0  |
| Grécia        | Concentração Popular Ortodoxa           | 2 / 22    | 4.º | 7,1 / 100,0  |
| Itália        | Liga Norte                              | 9 / 72    | 3.º | 10,2 / 100,0 |
| Lituânia      | Ordem e Justiça                         | 2 / 12    | 3.º | 11,9 / 100,0 |
| Países Baixos | Partido Político Reformado              | 1 / 25    | 8.º | 6,8 / 100,0  |
| Reino Unido   | Partido de Independência do Reino Unido | 13 / 69   | 2.º | 16,5 / 100,0 |

### Não Inscritos (NI)
| País          | Partido                       | Deputados | CI. | Resultado    |
| ------------- | ----------------------------- | --------- | --- | ------------ |
| Áustria       | Lista Hans Peter Martin       | 3 / 17    | 3.º | 17,7 / 100,0 |
| Áustria       | Partido da Liberdade          | 2 / 17    | 4.º | 12,7 / 100,0 |
| Bélgica       | Vlaams Belang                 | 2 / 13    | 3.º | 15,9 / 100,0 |
| Bulgária      | União Nacional Ataque         | 2 / 17    | 4.º | 12,0 / 100,0 |
| Espanha       | União, Progresso e Democracia | 1 / 54    | 5.º | 2,9 / 100,0  |
| França        | Frente Nacional               | 3 / 72    | 6.º | 6,3 / 100,0  |
| Hungria       | Jobbik                        | 3 / 22    | 3.º | 14,8 / 100,0 |
| Países Baixos | Partido para a Liberdade      | 4 / 25    | 2.º | 17,0 / 100,0 |
| Reino Unido   | Partido Conservador           | 1 / 69    | 1.º | 27,7 / 100,0 |
| Reino Unido   | Partido Nacional Britânico    | 2 / 69    | 6.º | 6,2 / 100,0  |
| Reino Unido   | Partido Unionista Democrático | 1 / 3     | 2.º | 18,1 / 100,0 |
| Roménia       | Partido da Grande Roménia     | 3 / 33    | 5.º | 8,7 / 100,0  |

## Correspondências com os partidos portugueses
A correspondência dos partidos políticos europeus com os de Portugal são:
- Partido Popular e Partido Social Democrata correspondem ao Grupo do Partido Popular Europeu (Democratas-Cristãos) e dos Democratas Europeus[51]
- Partido Socialista corresponde ao Grupo do Partido Socialista Europeu[52]
- CDU - Coligação Democrática Unitária (PCP-PEV) e Bloco de Esquerda correspondem ao Grupo Confederal da Esquerda Unitária Europeia/Esquerda Nórdica Verde[53]

## Listas candidatas
Para conhecer as listas candidatas às eleições europeias 2009 siga a ligação disponível abaixo.